# Metacnephia kirjanovae
Metacnephia kirjanovae är en tvåvingeart som först beskrevs av Rubtsov 1956.  Metacnephia kirjanovae ingår i släktet Metacnephia och familjen knott. Inga underarter finns listade i Catalogue of Life.